# 貝韋林峰
46°39′8.9″N 9°21′28.4″E / 46.652472°N 9.357889°E

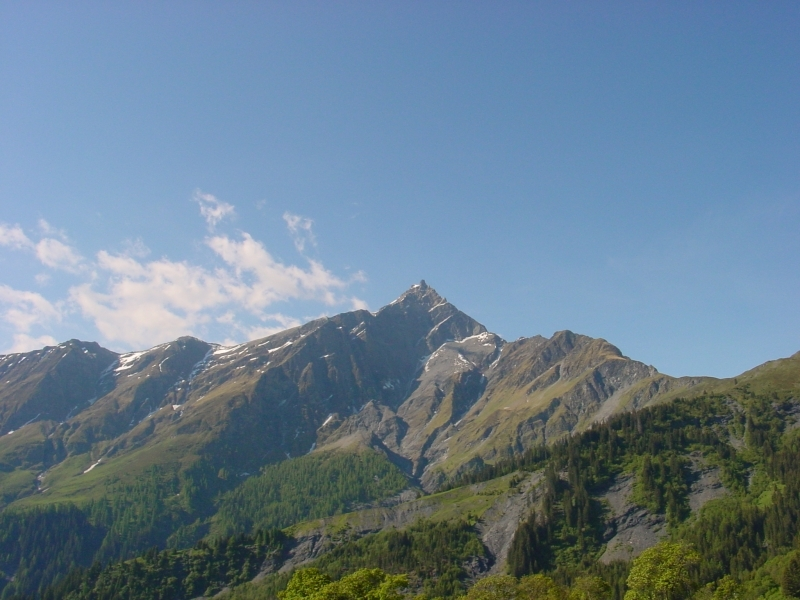

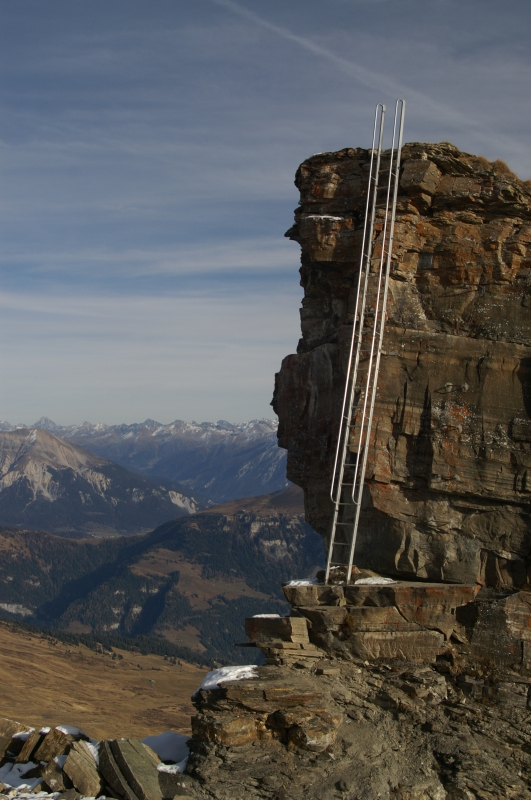

貝韋林峰（Piz Beverin），是瑞士的山峰，位於該國東南部，由格勞賓登州負責管轄，屬於勒蓬廷阿爾卑斯山脈的一部分，海拔高度2,998米，每年平均降雨量1,929毫米。

## 外部連結
- Piz Beverin on Hikr （页面存档备份，存于）